# Зубово (Уфимський район)
Зу́бово (рос. Зубово, башк. Зубов) — село у складі Уфимського району Башкортостану, Росія. Адміністративний центр Зубовської сільської ради.
Населення — 2042 особи (2010; 1374 в 2002).
Національний склад:
- росіяни — 57 %